# Football Club Progrès Niedercorn
FC Progrès Niedercorn é uma equipe luxemburguesa de futebol com sede em Niedercorn. Disputa a primeira divisão de Luxemburgo (Campeonato Luxemburguês de Futebol).
Seus jogos são mandados no Stade Jos Haupert, que possui capacidade para 4.830 espectadores.

## História
O Progrès Niederkorn foi fundado no dia 14 de agosto de 1919 com o nome de Cercle Sportif. Na época, as cores do clube eram o vermelho e branco, mas em 1922 elas foram trocadas para o amarelo e preto atual.
Durante a Ocupação alemã de Luxemburgo, o clube foi renomeado como FK Niederkorn. Nesse período, a equipe disputou a Gauliga Mittelrhein, onde foi vice-campeão na temporada 1942–43, atrás apenas do TuS Koblenz.
Com o fim da ocupação alemã em Luxemburgo, em 1944 a equipe foi renomeada como FC Progrès Niederkorn.
Três vezes campeão nacional, o clube teve sua fase de maior sucesso no final dos anos 70 e início dos anos 80. A equipe não conquistou mais nenhum título de destaque desde o título da liga de 1981. 
Na temporada de 2005–06, o Progrès Niederkorn terminou em segundo lugar na segunda divisão de Luxemburgo, a Division of Honour. Como a primeira divisão de Luxemburgo, Divisão Nacional, havia sido expandida de doze para quatorze equipes, o Progrès Niederkorn foi promovido para primeira divisão junto com o Differdange 03.
Na temporada de 2016–17 do Campeonato Luxemburguês, o Progrès Niederkorn alcançou o maior público da liga no ano, com 1.820 pessoas no estádio. Sua média de público em casa foi de 710 pessoas.
Em 4 de julho de 2017, o Progrès Niederkorn venceu o Rangers, da Escócia, em uma partida válida pela primeira pré-eliminatória da Liga Europa de 2017–18. A vitória em casa por 2 a 0 foi a primeira vitória da equipe em competições europeias, além dos gols da partida também terem sido os primeiros em competições europeias. Mesmo com a derrota por 1 a 0 no jogo de volta, o Progrès Niederkorn avançou para a fase seguinte.

## Títulos
- Primeira divisão

Campeão (3): 1952–53, 1977–78, 1980–81;
Vice-campeão (6): 1931–32, 1936–37, 1976–77, 1978–79, 1981–82, 2017–18;
- Copa de Luxemburgo

Campeão (4): 1932–33, 1944–45, 1976–77, 1977–78;
Vice-campeão (3): 1945–46, 1955–56, 1979–80;